# Brittiska Jungfruöarnas flagga
Brittiska Jungfruöarnas flagga antogs den 15 november 1960. Proportionerna är 1:2.
På en mörkblå bakgrund finns öarnas vapen och i övre vänstra hörnet Union Jack. Vapnet består av en grön vapensköld med Sankta Ursula omgiven av 12 brinnande oljelampor. Ursula, öarnas skyddshelgon, är klädd i vitt med sandaler och håller i en av oljelamporna. Under vapnet står den latinska frasen Vigilate, ung. "Var vaksam".